# Athlītikos Omilos Foinikas Syrou 2017-2018
Questa voce raccoglie le informazioni riguardanti l'Athlītikos Omilos Foinikas Syrou nella stagione 2017-2018.

## Organigramma societario
Area direttiva
- Presidente: Antōnīs Roussos

Area organizzativa
- Team manager: Dīmītrīs Arvanitīs
- Statistico: Anna Moustaka

Area tecnica
- Primo allenatore: Saša Stefanović (fino a novembre), Oskar Kaczmarczyk (da novembre)
- Secondo allenatore Stauros Maragkos
- Allenatore: Željko Obradović

Area sanitaria
- Preparatore atletico: Nikos Chachadakīs
- Fisioterapista: Kōstas Mpogiatzopoulos

## Rosa
| N° | Nome                    | Ruolo | Data di nascita  | Nazionalità sportiva |
| -- | ----------------------- | ----- | ---------------- | -------------------- |
| 1  | Chrīstos Stefanidīs     | S     | 18 gennaio 1993  | Grecia               |
| 2  | Alexandros Chīras       | C     | 28 maggio 1988   | Grecia               |
| 3  | Athanasios Maroulīs     | P     | 9 luglio 1988    | Grecia               |
| 4  | Čedomir Ilić            | S     | 27 agosto 1988   | Serbia               |
| 5  | Nikolaos Alexakīs       | C     | 11 maggio 1993   | Grecia               |
| 6  | Karel Linz              | S     | 20 aprile 1986   | Rep. Ceca            |
| 7  | Kōnstantinos Kogkalidīs | L     | 29 maggio 1995   | Grecia               |
| 8  | Theodosīs Īlias         | P     | 20 maggio 1995   | Grecia               |
| 9  | Alvi Sourdi             | S     | 3 agosto 1995    | Grecia               |
| 10 | Dīmītrīs Zīsīs          | L     | 2 aprile 1994    | Grecia               |
| 11 | Bojan Jordanov          | O     | 12 marzo 1983    | Bulgaria             |
| 12 | Fran Peterlin           | S     | 15 agosto 1993   | Croazia              |
| 14 | Giōrgos Pentidīs        | C     | 15 dicembre 1993 | Grecia               |
| 18 | Anastasios Staurakakīs  | S     | 12 luglio 1996   | Grecia               |
| 20 | Tasos Gatsīs            | C     | 14 marzo 1991    | Grecia               |

## Statistiche

### Statistiche di squadra
| Competizione    | Punti | In casa | In casa | In casa | In trasferta | In trasferta | In trasferta | Totale | Totale | Totale |
| Competizione    | Punti | G       | V       | P       | G            | V            | P            | G      | V      | P      |
| --------------- | ----- | ------- | ------- | ------- | ------------ | ------------ | ------------ | ------ | ------ | ------ |
| Volley League   | 37    | 13      | 7       | 6       | 14           | 7            | 7            | 27     | 14     | 13     |
| Coppa di Grecia | -     | 0       | 0       | 0       | 1            | 0            | 1            | 1      | 0      | 1      |
| Coppa di Lega   | 4     | -       | -       | -       | -            | -            | -            | 4      | 3      | 1      |
| Totale          | -     | 13      | 7       | 6       | 15           | 7            | 8            | 28     | 14     | 14     |

G = partite giocate; V = partite vinte; P = partite perse

### Statistiche dei giocatori
| Giocatore      | Volley League | Volley League | Volley League | Volley League | Volley League | Coppa di Lega | Coppa di Lega | Coppa di Lega | Coppa di Lega | Coppa di Lega | Challenge Cup | Challenge Cup | Challenge Cup | Challenge Cup | Challenge Cup |
| Giocatore      | P             | PT            | AV            | MV            | BV            | P             | PT            | AV            | MV            | BV            | P             | PT            | AV            | MV            | BV            |
| -------------- | ------------- | ------------- | ------------- | ------------- | ------------- | ------------- | ------------- | ------------- | ------------- | ------------- | ------------- | ------------- | ------------- | ------------- | ------------- |
| N. Alexakīs    | 1             | 0             | 0             | 0             | 0             | 0             | 0             | 0             | 0             | 0             | -             | -             | -             | -             | -             |
| A. Chīras      | 26            | 138           | 78            | 46            | 14            | 4             | 28            | 16            | 6             | 6             | 3             | 23            | 10            | 11            | 2             |
| T. Gatsīs      | 26            | 146           | 90            | 45            | 11            | 4             | 31            | 22            | 5             | 4             | 2             | 11            | 5             | 6             | 0             |
| T. Īlias       | 19            | 4             | 2             | 0             | 2             | 3             | 0             | 0             | 0             | 0             | 3             | 0             | 0             | 0             | 0             |
| Č. Ilić        | 8             | 7             | 5             | 1             | 1             | 2             | 0             | 0             | 0             | 0             | -             | -             | -             | -             | -             |
| B. Jordanov    | 26            | 567           | 504           | 21            | 42            | 4             | 94            | 80            | 11            | 4             | 3             | 57            | 47            | 1             | 9             |
| K. Kogkalidīs  | 17            | 0             | 0             | 0             | 0             | 0             | 0             | 0             | 0             | 0             | 1             | 0             | 0             | 0             | 0             |
| K. Linz        | 23            | 201           | 156           | 18            | 27            | 2             | 32            | 21            | 1             | 10            | 3             | 33            | 24            | 6             | 3             |
| A. Maroulīs    | 27            | 50            | 14            | 23            | 13            | 3             | 4             | 3             | 1             | 0             | 3             | 6             | 2             | 3             | 1             |
| G. Pentidīs    | 19            | 44            | 30            | 8             | 6             | 4             | 0             | 0             | 0             | 0             | 3             | 11            | 3             | 2             | 6             |
| F. Peterlin    | 27            | 359           | 314           | 33            | 12            | 4             | 53            | 44            | 6             | 3             | 2             | 26            | 21            | 2             | 3             |
| A. Sourdi      | 24            | 39            | 26            | 5             | 8             | 3             | 4             | 2             | 1             | 1             | 2             | 8             | 8             | 0             | 0             |
| A. Staurakakīs | 12            | 0             | 0             | 0             | 0             | 1             | 0             | 0             | 0             | 0             | 3             | 1             | 0             | 0             | 1             |
| C. Stefanidīs  | 19            | 108           | 93            | 8             | 7             | 2             | 18            | 16            | 0             | 2             | 2             | 12            | 12            | 0             | 0             |
| D. Zīsīs       | 27            | 0             | 0             | 0             | 0             | 4             | 0             | 0             | 0             | 0             | 3             | 0             | 0             | 0             | 0             |

P = presenze; PT = punti totali; AV = attacchi vincenti; MV = muri vincenti; BV = battute vincenti

NB: Non sono disponibili i dati relativi alla Coppa di Grecia e di conseguenza quelli totali della stagione